# Jacob de Gheyn le Jeune
Jacob de Gheyn II ou Jacob de Gheyn le Jeune, né à Anvers en 1565 et mort à La Haye le 29 mars 1629 est un peintre, dessinateur et graveur maniériste néerlandais de la fin de la Renaissance et du début du Siècle d'Or.

## Biographie

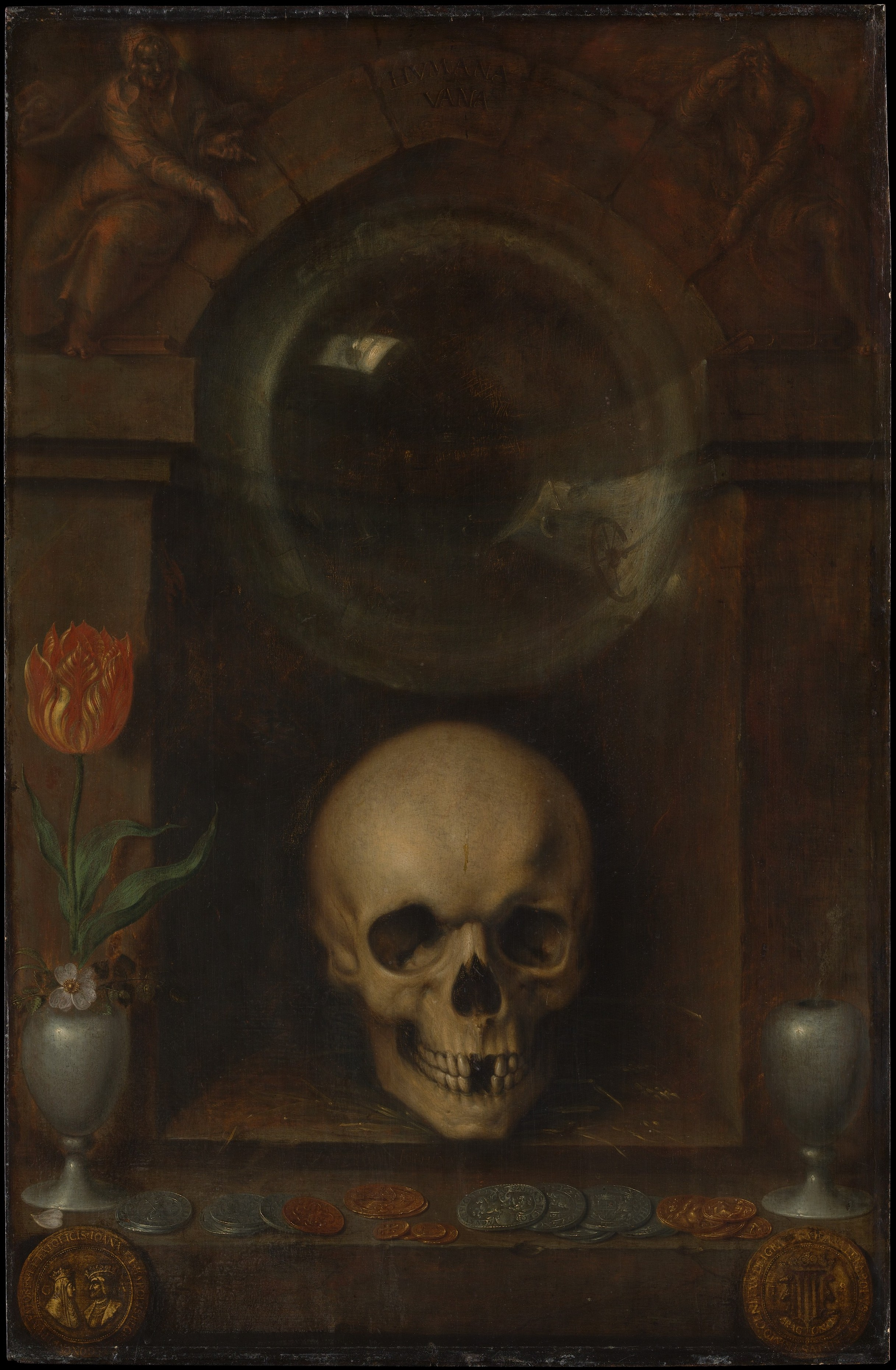
Vanitas, Jacob de Gheyn, 1603

Il lui est attribué la réalisation de la première Vanité de l'histoire de la peinture occidentale, en 1603. Il est lui même créateur de la vanité.
Il a plusieurs élèves, dont David Bailly, Robert de Baudous (d), Jacob van der Borcht (d), Zacharias Dolendo, Cornelis Jacobsz. Drebbel, Jan Saenredam, Jacob Vosmaer et son fils Jacob de Gheyn III.

## Œuvres
- Syntagma Arateorum, de Grotius, planches gravées.
- 1603, Vanitas (vanité), première Vanité.
- 1607-1608[3], De l'utilisation du mousquet[4], manuel, planches gravées